# سیارک ۲۴۰۲۶
سیارک ۲۴۰۲۶ (به انگلیسی: 24026 Pusateri، نامگذاری:1999RN175) بیست و چهار هزار و بیست و ششمین سیارک کشف شده‌است که در ۹ سپتامبر ۱۹۹۹ کشف شد.
قدر مطلق سیارک برابر ۹.۳ است.